# Scott Abbott
Scott Abbott, né à Montréal le 15 décembre 1979, est le co-inventeur du Trivial Pursuit, (avec Chris Haney). Il était à l'époque journaliste sportif pour la gazette de Montréal. 
Le Trivial Pursuit est commercialisé d'abord au Québec en 1981 sous le nom de Quelques arpents de pièges, en référence à une expression de Voltaire pour qualifier le peu d'importance de la Nouvelle-France (l'actuel Québec) à l'époque : quelques arpents de neige. 
Les deux concepteurs fondent une entreprise, Horn Abbott. Les premiers jeux furent fabriqués assez artisanalement et vendus à des revendeurs locaux dès le début des années 1980. Les premières versions du jeu furent vendues à perte. La réputation du jeu attira alors l'éditeur américain Selchow and Righter (Hasbro) qui en acquit les droits de distribution et lança en 1983 une campagne promotionnelle de grande ampleur. Dès l'année suivante, le jeu est écoulé à plus de vingt millions de boîtes.
Il a ensuite été commercialisé en France sous le nom Remue-méninges avant de connaître le succès sous son nouveau nom de Trivial Pursuit. Il est aujourd'hui traduit en 19 langues et vendu en plus de 100 millions d'exemplaires ce qui en fait le jeu de société le plus vendu au monde après le Scrabble et le Monopoly.
Il est l'actuel propriétaire des « Battalion de North Bay », une équipe de la ligue de hockey de l'Ontario.
Scott Abbott possède également l'écurie C. Scott Abbott Racing Stable Ltd, qu'il a créée en 1993. Il a gagné plus de 2,5 millions de dollars canadiens avec son écurie.